# Vendée Globe 2000-2001
Navigation
1996-1997 2004-2005
Le Vendée Globe 2000-2001 est la quatrième édition du Vendée Globe. Le départ initialement prévu le dimanche 5 novembre a été donné le jeudi 9 novembre 2000, après un report de 4 jours dû au mauvais temps, des Sables-d'Olonne. Cette édition comptait au départ 24 bateaux et 15 à l'arrivée, en raison d'abandons multiples. Elle a été remportée par Michel Desjoyeaux le 10 février 2001 après un parcours de 93 jours, 3 heures et 57 minutes, ce qui constitue un nouveau record de l'épreuve.

## Type de bateau
Les bateaux admis à participer à cette course sont des voiliers monocoques d'une longueur comprise entre 59 et 60 pieds, c'est-à-dire d'environ 18 mètres. Ces bateaux doivent répondre aux règles de la classe IMOCA 60 pieds.

## Liste des concurrents au départ
| Participant          | Nationalité    | Participations | Nom du bateau                                  | Architecte                   | chantier                           | année de lancement |
| -------------------- | -------------- | -------------- | ---------------------------------------------- | ---------------------------- | ---------------------------------- | ------------------ |
| Simone Bianchetti    | Italie         | 1re            | Aquarelle.com                                  | Philippe Briand              | ATA Jeanneau                       | 1989               |
| Patrice Carpentier   | France         | 2e             | VM Matériaux                                   | Adrian Thompson              | Pete Goss                          | 1996               |
| Catherine Chabaud    | France         | 2e             | Whirlpool                                      | Marc Lombard                 | Mag France                         | 1998               |
| Thomas Coville       | France         | 1re            | Sodeb'O                                        | Finot-Conq                   | Kirié / Éluère                     | 1996               |
| Pasquale de Gregorio | Italie         | 1re            | Wind Telecommunicazioni                        |                              |                                    |                    |
| Michel Desjoyeaux    | France         | 1re            | PRB                                            | Finot-Conq                   | Mag France                         | 2000               |
| Raphaël Dinelli      | France         | 1re            | Sogal Extenso                                  | Nandor Fa                    | Nandor Fa                          | 1996               |
| Thierry Dubois       | France         | 2e             | Solidaires                                     | Joubert/Nivelt               | Thierry Dubois                     | 1999               |
| Éric Dumont          | France         | 2e             | Euroka Services                                | Finot-Conq                   | CDK Technologies                   | 1992               |
| Roland Jourdain      | France         | 1re            | Sill Matines La Potagère                       | Marc Lombard                 | Mag France                         | 1998               |
| Bernard Gallay       | France/ Suisse | 2e             | Voila.fr                                       | Finot-Conq                   | JMV Industries                     | 1994               |
| Mike Golding         | Royaume-Uni    | 1re            | Team Group 4                                   | Finot-Conq                   | JMV Industries                     | 1998               |
| Josh Hall            | Royaume-Uni    | 1re            | Gartmore                                       | Finot-Conq                   | JMV Industries                     | 1998               |
| Fyodor Konyukhov     | Russie         | 1re            | Modern Univ./Humanities                        | Nandor Fa et Lexen           | Nandor Fa                          | 1990               |
| Ellen MacArthur      | Royaume-Uni    | 1re            | Kingfisher                                     | Owen Clarke Design           | Marten Yachts                      | 2000               |
| Didier Munduteguy    | France         | 2e             | DDP/60e Sud                                    | Phillip Morrison             | Roxwell et Morrison                | 1990               |
| Yves Parlier         | France         | 3e             | Aquitaine Innovations                          | Finot-Conq                   | Composite Aquitaine Thierry Eluère | 1996               |
| Patrick de Radiguès  | Belgique       | 2e             | Libre Belgique                                 | Berret-Racoupeau             | FK Boat                            | 2000               |
| Javier Sansó         | Espagne        | 1re            | Old Spice                                      | Ricardo Texedo Camberra      | Tainco composite                   | 1992               |
| Joé Seeten           | France         | 1re            | Nord-pas-de-Calais/chocolats du Monde          | Philippe Harlé Alain Mortain | CDK Technologies                   | 1991               |
| Bernard Stamm        | Suisse         | 1re            | Armor-Lux/foies Gras                           | Pierre Rolland               | Bernard Stamm                      | 2000               |
| Marc Thiercelin      | France         | 2e             | Active Wear                                    | Finot-Conq                   | JMV Industries                     | 1998               |
| Richard Tolkien      | Royaume-Uni    | 1re            | This Time - Argos - Help For Autistic Children | Bouvet-Petit                 | Mag France Wasquiez                | 1992               |
| Dominique Wavre      | Suisse         | 1re            | Union Bancaire Privée                          | Finot-Conq                   | JMV Industries                     | 1998               |

## Déroulement de l'épreuve

### Évènements marquants
- Yves Parlier, dans le trio de tête au passage de la Nouvelle-Zélande, casse son mât. Il est obligé de s'arrêter un mois pour réparer, seul, son bateau lors d'une escale sur l'Île Stewart au sud de la Nouvelle-Zélande et terminera la course sous gréement de fortune, arrivant 33 jours après le vainqueur.

## Classement général
| Place | Nom du concurrent    | Nom du bateau                         | Nationalité    | Temps                              |
| ----- | -------------------- | ------------------------------------- | -------------- | ---------------------------------- |
| 1     | Michel Desjoyeaux    | PRB                                   | France         | 093 j 03 h 57 min (nouveau record) |
| 2     | Ellen MacArthur      | Kingfisher                            | Royaume-Uni    | 094 j 04 h 25 min                  |
| 3     | Roland Jourdain      | Sill Matines La Potagère              | France         | 096 j 01 h 02 min                  |
| 4     | Marc Thiercelin      | Active Wear                           | France         | 102 j 20 h 37 min                  |
| 5     | Dominique Wavre      | Union Bancaire Privée                 | Suisse         | 105 j 02 h 45 min                  |
| 6     | Thomas Coville       | Sodeb'O                               | France         | 105 j 07 h 24 min                  |
| 7     | Mike Golding         | Team Group 4                          | Royaume-Uni    | 110 j 16 h 22 min                  |
| 8     | Bernard Gallay       | Voila.fr                              | France/ Suisse | 111 j 16 h 07 min                  |
| 9     | Josh Hall            | Gartmore                              | Royaume-Uni    | 111 j 19 h 48 min                  |
| 10    | Joé Seeten           | Nord-pas-de-Calais/chocolats du Monde | France         | 115 j 16 h 46 min                  |
| 11    | Patrice Carpentier   | VM Matériaux                          | France         | 116 j 00 h 32 min                  |
| 12    | Simone Bianchetti    | Aquarelle.com                         | Italie         | 121 j 01 h 28 min                  |
| 13    | Yves Parlier         | Aquitaine Innovations                 | France         | 126 j 23 h 36 min                  |
| 14    | Didier Munduteguy    | DDP/60e Sud                           | France         | 135 j 15 h 17 min                  |
| 15    | Pasquale de Gregorio | Wind Telecommunicazioni               | Italie         | 158 j 02 h 37 min                  |

## Abandons
| Nom du concurrent   | Nom du bateau                                  | Nationalité | Date             | Raison de l'abandon                   |
| ------------------- | ---------------------------------------------- | ----------- | ---------------- | ------------------------------------- |
| Patrick de Radiguès | Libre Belgique                                 | Belgique    | 16 novembre 2000 | échouement sur les côtes portugaises  |
| Bernard Stamm       | Armor-Lux/foies Gras                           | Suisse      | 19 novembre 2000 | avarie de barre et pilote automatique |
| Éric Dumont         | Euroka Services                                | France      | 23 novembre 2000 | avarie de safran                      |
| Richard Tolkien     | This Time - Argos - Help For Autistic Children | Royaume-Uni | 30 novembre 2000 | avarie de gréement                    |
| Raphaël Dinelli     | Sogal Extenso                                  | France      | 3 décembre 2000  | avarie de safran                      |
| Javier Sansó        | Old Spice                                      | Espagne     | 21 décembre 2000 | avarie de safran                      |
| Thierry Dubois      | Solidaires                                     | France      | 26 décembre 2000 | problèmes électroniques               |
| Fyodor Konyukhov    | Modern University For The Humanities           | Russie      | 25 janvier 2001  | abandon                               |
| Catherine Chabaud   | Whirlpool                                      | France      | 20 février 2001  | démâtage                              |